# Drosophila quinaria
Drosophila quinaria is een vliegensoort uit de familie van de fruitvliegen (Drosophilidae). De wetenschappelijke naam van de soort werd voor het eerst geldig gepubliceerd in 1866 door Friedrich Hermann Loew.